# Parascotolemon ornatus
Parascotolemon ornatus is een hooiwagen uit de familie Zalmoxioidae.